# David Schmidtz
David Schmidtz (nascido em 1955) é um filósofo canadense-americano é chairman de Ciências Morais no Chambers College of Business and Economics da West Virginia University, editor-chefe da revista Social Philosophy & Policy. Anteriormente, ele foi Kendrick Professor of Philosophy e Eller Chair of Service-Dominant Logic na University of Arizona. Enquanto no Arizona, ele fundou e atuou como chefe inaugural do Departamento de Economia Política e Ciência Moral.

## Publicações selecionadas

### Livros
- Schmidtz, David (1991). The limits of government: an essay on the public goods argument. Boulder: Westview Press. ISBN 9780813308708. OCLC 22380961
- Schmidtz, David (1995). Rational choice and moral agency. Princeton, NJ: Princeton University Press. ISBN 9780691029184. OCLC 30474060
- Schmidtz, David; Goodin, Robert E. (1998). Social welfare and individual responsibility. Col: For and against. Cambridge, UK; New York: Cambridge University Press. ISBN 9780521564618. OCLC 38144477. doi:10.1017/CBO9780511815508
- Schmidtz, David, ed. (2002). Robert Nozick. Col: Contemporary philosophy in focus. Cambridge, UK; New York: Cambridge University Press. ISBN 9780521782265. OCLC 46866414
- Schmidtz, David (2006). Elements of justice. Cambridge, UK; New York: Cambridge University Press. ISBN 9780521539364. OCLC 60189639. doi:10.1017/CBO9780511817519
- Schmidtz, David (2008). Person, polis, planet: essays in applied philosophy. Oxford; New York: Oxford University Press. ISBN 9780521539364. OCLC 177063142
- Schmidtz, David; Brennan, Jason (2010). A brief history of liberty. Col: Brief histories of philosophy. Chichester, UK; Malden, MA: Wiley-Blackwell. ISBN 9781405170796. OCLC 430736591. doi:10.1002/9781444318289
- Schmidtz, David; Willott, Elizabeth, eds. (2012). Environmental ethics: what really matters, what really works 2nd ed. Oxford; New York: Oxford University Press. ISBN 9780199793518. OCLC 746489205
- Brennan, Jason; van der Vossen, Bas; Schmidtz, David, eds. (2017). The Routledge handbook of libertarianism. Col: Routledge handbooks in philosophy. New York: Routledge. ISBN 9781138832169. OCLC 978902248. doi:10.4324/9781317486794
- Schmidtz, David; Pavel, Carmen E., eds. (2018). The Oxford handbook of freedom. Oxford; New York: Oxford University Press. ISBN 9780199989423. OCLC 1028580625. doi:10.1093/oxfordhb/9780199989423.001.0001
- Schmidtz, David; Shahar, Dan C., eds. (2018). Environmental ethics: what really matters, what really works 3rd ed. Oxford; New York: Oxford University Press. ISBN 9780190259228. OCLC 1029060677
- Johnson, Cathleen; Lusch, Robert F.; Schmidtz, David (2020). Commercial society: a primer on ethics and economics. Col: Economy, polity, and society. London; Lanham, MD: Rowman & Littlefield. ISBN 9781786613561. OCLC 1104298783
- Schmidtz, David; Brighouse, Harry (2020). Debating education: is there a role for markets?. Col: Debating ethics. Oxford; New York: Oxford University Press. ISBN 9780199300952. OCLC 1099949826. doi:10.1093/oso/9780199300945.001.0001

### Artigos e capítulos
- Isaac, R. Mark; Schmidtz, David; Walker, James M. (1989). «The assurance problem in a laboratory market». Public Choice. 62 (3): 217–236. JSTOR 30025075. doi:10.1007/BF02337743
- Schmidtz, David (1990). «Justifying the state». Ethics. 101 (1): 89–102. JSTOR 2381893. doi:10.1086/293261
- Schmidtz, David (1990). «When is original appropriation required?». The Monist. 73 (4): 504–518. JSTOR 27903207. doi:10.5840/monist19907342
- Schmidtz, David (1992). «Rationality within reason». The Journal of Philosophy. 89 (9): 445–466. JSTOR 2941111. doi:10.2307/2941111
- Schmidtz, David (1993). «Reasons for altruism». Social Philosophy and Policy. 10 (1): 52–68. doi:10.1017/S0265052500004015
- Schmidtz, David (1994). «Choosing ends». Ethics. 104 (2): 226–251. JSTOR 2381576. doi:10.1086/293599
- Schmidtz, David (1994). «The institution of property». Social Philosophy and Policy. 11 (2): 42–62. doi:10.1017/S0265052500004428
- Schmidtz, David (1998). «Are all species equal?». Journal of Applied Philosophy. 15 (1): 57–67. JSTOR 24354005. doi:10.1111/1468-5930.00073
- Schmidtz, David (2016) [1999]. «The meanings of life» (PDF). In:  Benatar, David. Life, death, and meaning: key philosophical readings on the big questions 3rd ed. Lanham, MD: Rowman & Littlefield. pp. 93–113. ISBN 9781442258310. OCLC 934937791
- Schmidtz, David (2000). «Islands in a sea of obligation: limits of the duty to rescue». Law and Philosophy. 19 (6): 683–705. JSTOR 3505071. doi:10.1023/A:1006450523387
- Schmidtz, David (2001). «A place for cost-benefit analysis». Philosophical Issues. 11 (1): 148–171. JSTOR 3050599. doi:10.1111/j.1758-2237.2001.tb00042.x
- Schmidtz, David (2002). «How to deserve». Political Theory. 30 (6): 774–799. JSTOR 3072566. doi:10.1177/0090591702238203
- Scalet, Steven P.; Schmidtz, David (2009). «Famine, poverty, and property rights». In:  Morris, Christopher W. Amartya Sen. Col: Contemporary philosophy in focus. Cambridge, UK; New York: Cambridge University Press. pp. 170–190. ISBN 9780521618069. OCLC 317068055. doi:10.1017/CBO9780511800511.009
- Schmidtz, David (2010). «Property and justice». Social Philosophy and Policy. 27 (1): 79–100. doi:10.1017/S0265052509990045
- Schmidtz, David (2011). «Respect for everything». Ethics, Policy & Environment. 14 (2): 127–138. doi:10.1080/21550085.2011.578359 Com comentários de Robin Attfield, Thom Brooks, Greg Bognar, Martin Drenthen, Matt Ferkany, Kendy M. Hess, Dan C. Shahar, James P. Sterba, e Gary Varner.
- Schmidtz, David (2011). «Nonideal theory: what it is and what it needs to be». Ethics. 121 (4): 772–796. JSTOR 10.1086/660816. doi:10.1086/660816 A review of Amartya Sen's The Idea of Justice.
- Zwolinski, Matt; Schmidtz, David (2013). «Environmental virtue ethics: what it is and what it needs to be». In:  Russell, Daniel C. The Cambridge companion to virtue ethics. Cambridge, UK; New York: Cambridge University Press. pp. 221–239. ISBN 9781107001169. OCLC 801219079. doi:10.1017/cco9780511734786.011
- Schmidtz, David (2016). «A realistic political ideal». Social Philosophy and Policy. 33 (1–2): 1–10. doi:10.1017/S0265052516000406
- Schmidtz, David (2017). «Realistic idealism». In:  Blau, Adrian. Methods in analytical political theory. Cambridge, UK; New York: Cambridge University Press. pp. 131–152. ISBN 9781107098794. OCLC 972309027. doi:10.1017/9781316162576.009
- Schmidtz, David (2019). «The ethics and economics of ecological justice». In:  White, Mark D. The Oxford handbook of ethics and economics. Col: Oxford handbooks. Oxford; New York: Oxford University Press. pp. 543–558. ISBN 9780198793991. OCLC 1052875966. doi:10.1093/oxfordhb/9780198793991.013.26